# Thismia alba
Thismia alba är en enhjärtbladig växtart som beskrevs av Richard Eric Holttum och Fredrik Pieter Jonker. Thismia alba ingår i släktet Thismia och familjen Burmanniaceae. Inga underarter finns listade i Catalogue of Life.